# Galibrotus
Galibrotus – rodzaj kosarzy z podrzędu Laniatores i rodziny Biantidae. Gatunkiem typowym jest Galibrotus carlotanus.

## Występowanie
Wszystkie gatunki są endemitami Kuby.

## Systematyka
Opisano dotychczas 3 gatunki z tego rodzaju:
- Galibrotus carlotanus Silhavý, 1973
- Galibrotus matiasis Avram, 1977
- Galibrotus riedeli Silhavý, 1973